# Campionati mondiali di sollevamento pesi 2022 - 67 kg maschile
Le gare di sollevamento pesi della categoria fino a 67 kg maschile — pesi piuma — dei campionati mondiali del 2022 si sono svolte dall'8 al 9 dicembre 2022 a Bogotà presso la Gran Carpa Américas Corferias.

## Programma
L'orario indicato corrisponde a quello colombiano (UTC-05:00)
| Data            | Orario | Evento   |
| --------------- | ------ | -------- |
| 8 dicembre 2022 | 14:00  | Gruppo B |
| 9 dicembre 2022 | 16:30  | Gruppo A |

## Medagliati
Per ciascun esercizio, i primi tre classificati sono i seguenti:
| Esercizio | Oro                | Oro    | Argento            | Argento | Bronzo            | Bronzo |
| --------- | ------------------ | ------ | ------------------ | ------- | ----------------- | ------ |
| Strappo   | Chen Lijun         | 148 kg | Witsanu Chantri    | 144 kg  | Weeraphon Wichuma | 143 kg |
| Slancio   | Yusuf Fehmi Genç   | 182 kg | Francisco Mosquera | 182 kg  | Weeraphon Wichuma | 180 kg |
| Totale    | Francisco Mosquera | 325 kg | Chen Lijun         | 324 kg  | Weeraphon Wichuma | 323 kg |

## Record
Prima di questa competizione, i record mondiali esistenti erano i seguenti:
| Record mondiale | Strappo | Huang Minhao | 155 kg | Tokyo, Giappone     | 6 luglio 2019     |
| Record mondiale | Slancio | Pak Jong-ju  | 188 kg | Pattaya, Thailandia | 20 settembre 2019 |
| Record mondiale | Totale  | Chen Lijun   | 339 kg | Ningbo, Cina        | 21 aprile 2019    |

## Risultati
| Pos. | Atleta                            | Gr. | Peso atleta | Strappo (kg) | Strappo (kg) | Strappo (kg) | Strappo (kg) | Slancio (kg) | Slancio (kg) | Slancio (kg) | Slancio (kg) | Totale |
| Pos. | Atleta                            | Gr. | Peso atleta | 1            | 2            | 3            | Pos.         | 1            | 2            | 3            | Pos.         | Totale |
| ---- | --------------------------------- | --- | ----------- | ------------ | ------------ | ------------ | ------------ | ------------ | ------------ | ------------ | ------------ | ------ |
|      | Francisco Mosquera (COL)          | A   | 66.30       | 140          | 143          | 145          | 4            | 177          | 182          | 182          |              | 325    |
|      | Chen Lijun (CHN)                  | A   | 66.80       | 145          | 148          | 150          |              | 171          | 176          | 176          | 6            | 324    |
|      | Weeraphon Wichuma (THA)           | A   | 67.00       | 143          | 147          | 147          |              | 175          | 175          | 180          |              | 323    |
| 4    | Yusuf Fehmi Genç (TUR)            | A   | 66.80       | 135          | 136          | 140          | 9            | 175          | 179          | 182          |              | 322    |
| 5    | Jair Reyes (ECU)                  | A   | 66.50       | 136          | 140          | 144          | 8            | 170          | 176          | 180          | 5            | 316    |
| 6    | Lee Sang-yeon (KOR)               | A   | 66.50       | 135          | 135          | 136          | 11           | 178          | 178          | 182          | 4            | 314    |
| 7    | Witsanu Chantri (THA)             | A   | 67.00       | 139          | 139          | 144          |              | 168          | 171          | 172          | 8            | 312    |
| 8    | Anatoliy Savelyev (KAZ)           | A   | 67.00       | 135          | 140          | 145          | 7            | 163          | 167          | 167          | 9            | 307    |
| 9    | Doston Yoqubov (UZB)              | A   | 66.80       | 135          | 135          | 138          | 12           | 172          | 178          | 178          | 7            | 307    |
| 10   | Kaan Kahriman (TUR)               | B   | 66.60       | 136          | 141          | 143          | 6            | 159          | 163          | 165          | 12           | 306    |
| 11   | Bunýad Raşidow (TKM)              | B   | 66.80       | 140          | 140          | 142          | 5            | 159          | 162          | 163          | 19           | 301    |
| 12   | Tojonirina Andriatsitohaina (MAD) | A   | 66.30       | 135          | 135          | 135          | 13           | 165          | 170          | 171          | 13           | 300    |
| 13   | Acorán Hernández (ESP)            | B   | 66.80       | 134          | 137          | 137          | 10           | 158          | 161          | 164          | 16           | 298    |
| 14   | Valentin Genčev (BUL)             | B   | 66.60       | 130          | 130          | 135          | 16           | 166          | 172          | 172          | 10           | 296    |
| 15   | Petr Petrov (CZE)                 | B   | 66.80       | 133          | 133          | 137          | 14           | 162          | 162          | 162          | 15           | 295    |
| 16   | Hafez Ghashghaei (IRI)            | B   | 66.80       | 126          | 126          | 126          | 19           | 165          | 173          | 173          | 11           | 291    |
| 17   | Ding Hongjie (CHN)                | B   | 63.90       | 130          | 135          | 135          | 15           | 160          | 165          | 168          | 17           | 290    |
| 18   | Dave Pacaldo (PHI)                | B   | 66.10       | 123          | 128          | 128          | 18           | 157          | 157          | 162          | 14           | 290    |
| 19   | Gurami Giorbelidze (GEO)          | B   | 66.80       | 125          | 128          | 129          | 17           | 155          | 160          | 163          | 18           | 289    |
| 20   | Elyas Al-Busaidi (OMA)            | B   | 66.40       | 115          | 120          | 125          | 20           | 147          | 152          | 159          | 20           | 272    |
| —    | Adkhamjon Ergashev (UZB)          | A   | 66.60       | 136          | 136          | 139          | —            | 172          | 172          | —            | —            | —      |